# Либет, Бенджамин
Бенджамин Либет (англ. Benjamin Libet; 12 апреля 1916, Чикаго, Иллинойс — 23 июля 2007, Дэвис, Калифорния) — американский учёный-нейробиолог в области человеческого сознания, научный сотрудник физиологического факультета Калифорнийского университета в Сан-Франциско. В 2003 году он был первым лауреатом виртуальной Нобелевской премии по психологии Университета Клагенфурта «за свои новаторские достижения в экспериментальном исследовании сознания, действия и свободы воли».

## Биография
Либет был сыном еврейских иммигрантов с территории современной Украины: мать Анна Чаровская эмигрировала из Киева в 1913 году, дед по отцовской линии Гарри Либицкий переехал в США в 1905 году из Брусилова. Его родители впервые встретились в Чикаго и поженились в 1915 году. Спустя несколько месяцев родился Бенджамин. У него были брат Мейер и сестра Дороти. Либет посещал государственную начальную школу и среднюю школу Джона Маршалла, затем окончил Чикагский университет, где учился у Ральфа Джерарда.
В 1970-х годах Либет участвовал в исследованиях активности нервной системы и порогов чувствительности . Его первые исследования были направлены на определение активных участков мозга при запуске искусственных соматических ощущений, с опорой на рутинные психофизические методы. Эта работа вскоре перешла в исследование человеческого сознания; его самый известный эксперимент должен был продемонстрировать, что бессознательные электронные процессы в мозге (потенциал готовности), обнаруженные Людером Дикке и Хансом Хельмутом Корнхубером в 1964 году, предшествуют сознательным решениям для выполнения волевых, спонтанных действий. Это означает, что бессознательные нейронные процессы предшествуют и потенциально вызывают волевые действия, которые затем воспринимаются субъектом сознательно. Эксперимент вызвал противоречие не только потому, что он бросил вызов вере в свободу воли, но также и из-за критики его неявных предположений. Эксперимент вызвал интерес к дальнейшему изучению нейронауки свободной воли.

## Эксперимент

Принцип эксперимента Либета:
0 — покой
1 (-500 мс) — измерение потенциала готовности
2 (-200 мс) — подопытный принимает решение
3 (0 мс) — действие

«Психолог Бенджамин Либет использовал электроэнцефалограмму с целью показать, что активность в двигательных центрах коры головного мозга может быть зафиксирована за 300 миллисекунд до того, как человек почувствует, что он решил пошевелиться. Другая лаборатория продолжила его работу с использованием магнитно-резонансной томографии (МРТ). Людей просили нажать на одну из двух кнопок, в то время пока они следили за расположенными в случайной последовательности буквами, появлявшимися на экране. Они сообщали, какую букву видят в момент, когда принимают решение нажать ту или другую кнопку. Экспериментаторы обнаружили, что два определённых участка мозга участников эксперимента уже содержали информацию о том, какую кнопку нажмут эти люди, за целых 7-10 секунд до принятия сознательного решения. Дальнейшие эксперименты с прямой записью активности коры головного мозга показали, что данных об активности почти 256 нейронов достаточно, чтобы с 80-процентной точностью предсказать решение человека двинуть рукой или ногой за 700 миллисекунд до того, как это стало известно ему самому… тот факт, что кто-то способен предсказывать ваши мысли и действия, намекает на то, что ваши ощущения [свободы] иллюзорны».
Б. Либет, в течение своей долгой карьеры проводил эксперименты с целью доказать, что сознание является продуктом мозга. Но к концу жизни он пришел к заключению, что это не так, сформулировав в вышеупомянутой книге (изданной в 2004г. "Libet B. The Mind time: the temporal factor in consciousness. Cambridge, MA: Harvard University press") теорию так называемого сознающего ментального поля. Суть этой теории состоит в том, что сознание человека дислоцировано не в мозгу, а в некоем «поле», относительно которого известно лишь то, что оно находится в контакте с мозгом. 
Основные аргументы в пользу существования «поля» согласно Б. Либету: 
а) при всей множественности функций и деталей мозга сознание обладает удивительным единством 
б) сознание может свободно влиять на многие нервные функции и 
в) о существовании «поля» свидетельствуют эксперименты, проведенные Б. Либетом в последние годы его жизни.

## Память
В честь Бенджамина Либета названы три композиции (Back there Benjamin, Libet's all joyful camaraderie и Libet delay) музыкального проекта Everywhere at the End of Time за авторством Джеймса Лейланда Кирби, посвящённого деменции и болезни Альцгеймера.

## Ссылка
- Некролог из The Los Angeles Times , 27 августа 2007 года.
- Некролог из хроники Сан-Франциско , 18 августа 2007 г.
- Краткое описание экспериментов и теории Либета
- Короткая анимация BBC / Open University, объясняющая эксперимент